# 안카란

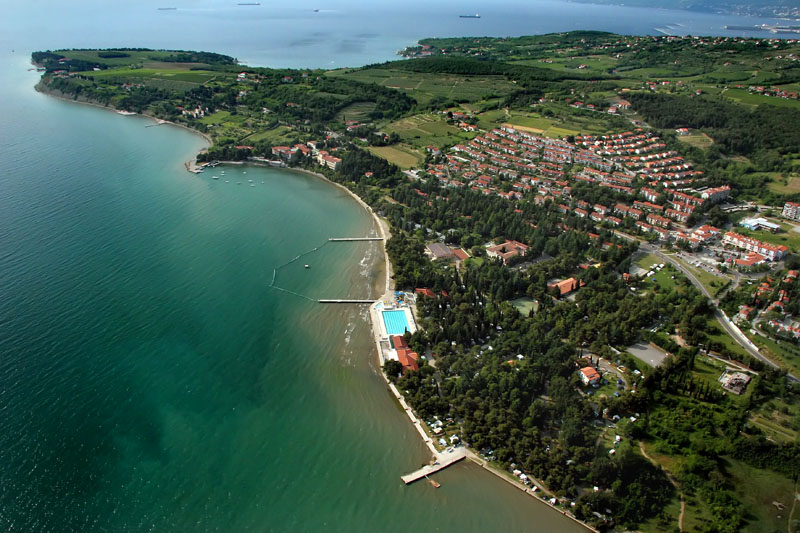
안카란

안카란(슬로베니아어: Ankaran, 이탈리아어: Ancarano 앙카라노[*])은 슬로베니아의 도시로 면적은 5.3km2, 높이는 19.2m, 인구는 2,984명(2002년 기준), 인구 밀도는 563명/km2이다. 2011년 6월 9일 코페르에서 분리되어 신설되었다.